# Келвін Сміт
Келвін Сміт (англ. Calvin Smith; нар. 8 січня 1961) — американський легкоатлет, що спеціалізується на спринті, олімпійський чемпіон 1984 року, бронзовий призер Олімпійських ігор 1988 року, чотириразовий чемпіон світу.
Син — також Келвін (нар. 1987) — триразовий чемпіон світу в приміщенні з естафетного бігу 4×400 метрів (2012, 2014, 2016).

## Кар'єра
| Рік             | Змагання         | Місто                | Місце           | Дисципліна            | Примітки        |
| Представник США | Представник США  | Представник США      | Представник США | Представник США       | Представник США |
| --------------- | ---------------- | -------------------- | --------------- | --------------------- | --------------- |
| 1983            | Чемпіонат світу  | Гельсінкі, Фінляндія | 2               | біг на 100 метрів     | 10.21           |
| 1983            | Чемпіонат світу  | Гельсінкі, Фінляндія | 1               | біг на 200 метрів     | 20.14           |
| 1983            | Чемпіонат світу  | Гельсінкі, Фінляндія | 1               | естафета 4×100 метрів | 37.86           |
| 1984            | Олімпійські ігри | Лос-Анджелес, США    | 1               | естафета 4×100 метрів | 37.83           |
| 1987            | Чемпіонат світу  | Рим, Італія          | 1               | біг на 200 метрів     | 20.16           |
| 1988            | Олімпійські ігри | Сеул, Південна Корея | 3               | біг на 100 метрів     | 9.99            |
| 1988            | Олімпійські ігри | Сеул, Південна Корея | —               | естафета 4×100 метрів | DSQ             |
| 1993            | Чемпіонат світу  | Штутгарт, Німеччина  | 1               | естафета 4×100 метрів | 37.48           |